# Classe Vanya
Classe Vanya è la designazione NATO della classe di dragamine litoranee sovietiche Progetto 669. La Vanya è stata la maggiore delle classi di dragamine litoranee sovietiche, realizzata in circa 75 esemplari, 69 dei quali per la marina militare sovietica. Esse avevano scafo in legno e apparecchiature tradizionali, ma anche la capacità di depositare piccoli campi minati. La Vanya II, 3 esemplari, aveva anche la capacità di telecomandare fino a 3 motoscafi Iljuscha, da 28 m e provvisti di vari sistemi di dragaggio, similmente alla classe Lindau tedesca.
In Russia, tutte le unità di questo tipo sono state radiate nel 1997.

## Operatori
- URSS/Russia
- Bulgaria: 4
- Siria: 2